# Tecnomasio Italiano-Brown-Boweri
Tecnomasio Italiano-Brown-Boweri (также известнная под аббревиатурой TIBB) — итальянская фирма работавшая в области проектирования и строительства трамваев, троллейбусов, железнодорожного подвижного состава, систем сигнализации и безопасности. В настоящее время уже не существует, поскольку поглощена фирмой Bombardier.
Фирма Tecnomasio Italiano была основана в 1871 году в Милане. Основной задачей фирмы производство электрических двигателей и динамо-машин. В 1903 году итальянская Tecnomasio была приобретена швейцарской Brown Boweri. После приобретения название меняется на Tecnomasio Italiano-Brown-Boweri, а в сферу деятельности компании попадает также производство железнодорожного подвижного состава и трамваев.
В 1905 году на заводе в Vado Ligure принадлежавшем фирме Società Italiana Westinghouse начато производство трёхфазных электровозов E.550. Электровозы имели мощность 1500 кВт, сцепной вес 63 тонн, максимальную скорость 50 км/ч. Эти электровозы продемонстрировали способность к ведению тяжёлых по меркам того времени поездов с постоянной скоростью по горным железнодорожным линиям вблизи Генуи. В 1919 году TIBB приобретает завод в Vado Ligure и продолжает выпуск электровозов E.330 (выпускались с 1914 года).
В 1933 году по заказу СССР фирма поставляет на железные дороги СССР партию электровозов серии СИ с шириной колеи 1524 мм.
В предвоенные годы фирма занимается разработкой новых серий электровозов и тепловозов.
В годы после Второй мировой войны фирма начинает постройку электровозов E.636, E.645 и E.646.